# Рудня-Жеревцы
Рудня-Жеревцы (укр. Рудня-Жеревці) — село на Украине, основано в 1876 году, находится в Лугинском районе Житомирской области на реке Жерев.
Код КОАТУУ — 1822881604. Население по переписи 2001 года составляет 85 человек. Почтовый индекс — 11312. Телефонный код — 4161. Занимает площадь 0,36 км².

## Адрес местного совета
11312, Житомирская область, Лугинский р-н, с. Жеревцы, Школьная, 27, тел. 9-46-69; 9-46-40